# Turistas (película de 2006)
Turistas (conocida como La presa en Hispanoamérica) es una película estadounidense de terror, gore, misterio y slasher de 2006, dirigida y producida por John Stockwell. En algunas regiones del mundo, como Francia, Irlanda, Malta y Reino Unido, la película ha sido lanzada bajo el nombre Paradise Lost.

## Trama
Cuando un grupo de jóvenes mochileros viajan hasta un área rural de Brasil y el autobús en el cual viajan les deja abandonados en mitad del lugar, deciden explorar un nuevo lugar adentrándose hasta una playa de arena blanca donde encuentran a nativos y algunos turistas. Pero lo que parece ser un sitio lleno de aventura y diversión terminará siendo un sitio que esconde un siniestro secreto que hará peligrar sus vidas, porque acaban de tropezarse con un grupo clandestino que secuestra turistas para extraer sus órganos y venderlos...

## Elenco
- Josh Duhamel como Alex.
- Melissa George como Pru.
- Olivia Wilde como Bea.
- Desmond Askew como Finn.
- Beau Garrett como Amy.
- Max Brown como Liam.
- Agles Steib como Kiko.
- Miguel Lunardi como Zamora.
- Gustav Roth como Svend.
- Olga Diegues como Annika.
- Jorge Só como el conductor del autobús.
- Cristiani Aparecida como una belleza nativa.
- Lucy Ramos como Arolea.
- Andréa Leal como Camila.
- Diego Santiago como Jacaré.
- Marcão como Ranan.
- Miguelito Acosta como Jamoru.
- Julia Dykstra como la ayudante de Zamora.

## Secuela
Una secuela directamente a DVD llamada Turistas 2: Jungle Fever, sería filmada en otoño de 2010, y lanzada en DVD en mayo de 2011.